# Sabina Foisor
Sabina-Francesca Foişor (Timișoara, 30 agosto 1989) è una scacchista rumena naturalizzata statunitense.
Ha ottenuto il titolo di Grande Maestro Femminile (WGM) nel 2007.

## Carriera
Ha vinto tre medaglie ai campionati europei giovanili femminili: un argento (U16 nel 2004) e due bronzi (U14 nel 2003 e U18 nel 2007). Ha partecipato con la Romania ai campionati europei femminili U18 del 2004 (oro individuale) e del 2007 (oro di squadra e bronzo individuale).
Nel 2008 ha partecipato al Campionato del mondo femminile a Nalchik in Russia. Nel primo turno ha incontrato Monika Soćko, pareggiando le partite a tempo lungo; nella partita Armageddon perse per il tempo, ma l'arbitro decretò una patta in quanto entrambe avevano solo il re e un cavallo. La Soćko fece ricorso e lo vinse, argomentando che il punto non era di poter forzare lo scacco matto, ma piuttosto se esso era possibile. La Soćko avanzò al turno successivo e la Foisor venne eliminata.
Nel 2017 ha vinto a St. Louis il Campionato statunitense femminile.

## Vita privata
Sia sua madre Cristina Adela Foișor che suo padre Ovidiu-Doru Foisor sono Maestri Internazionali e hanno vinto diversi campionati rumeni.
Nel 2008 si è trasferita negli Stati Uniti per studiare all'Università del Maryland. È legata sentimentalmente al GM iraniano Elshan Moradi, con il quale vive a Durham nella Carolina del Nord.